# 古川柳子
古川 柳子（ふるかわ りゅうこ、1957年1月24日 - ）は、日本の社会学者。明治学院大学文学部教授。専門はメディア研究。BS-TBS番組審議会委員。放送批評懇談会テレビ部門委員長（2020~2024）

## 経歴・人物
慶應義塾大学文学部卒業後、1979年テレビ朝日入社。「ニュースステーション」「ザ・スクープ」などの報道番組のディレクター、プロデューサーを経て、2000年からデジタル編成、クロスメディア編成等を担当。
テレビ朝日で働く傍ら、2002年より東京大学大学院情報学環・学際情報学府にてメディアをめぐる時間論、デジタル化時代のマスコミュニケーションの研究を始める。同大学院で修士、博士課程を修了。その後は東京大学情報学環交流研究員として研究を続ける。
2012年より明治学院大学文学部教授。

## 出演
- おはようテレビ朝日（1982年4月5日 - 1983年4月1日、テレビ朝日）

## 著書
- 『コミュナルなケータイ』（水越伸・伊藤昌亮・飯田豊・林田真美子・安西利洋・鳥海希世子・中村理恵子共著、岩波書店、2007年）
- 『大学生のためのメディアリテラシー・トレーニング』（長谷川一・村田麻里子共編、三省堂、2015年）
- 『住民ディレクター追走25年史！　凡人力の群像』（単著　サテマガ・ビー・アイ　2021年）